# ساسان سپنتا

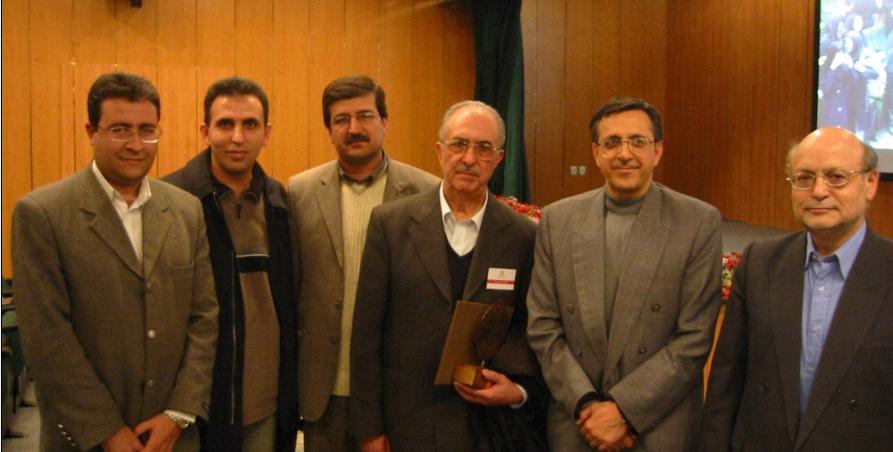
از راست: مهدی مشکوةالدینی، محمد دبیرمقدم، ساسان سپنتا، احمد معین‌زاده، مهرداد نغزگوی کهن و محمد راسخ مهند، ششمین کنفرانس زبان‌شناسی، دانشگاه علامه طباطبایی، ۱۳۸۳

ساسان سپنتا (۱۳۱۳ – ۳ آبان ۱۳۹۳) استاد دانشگاه، پژوهنده و مؤلف در رشته‌های زبانشناسی، ادبیات و موسیقی ایرانی بود.

## زندگی
ساسان سپنتا، فرزند عبدالحسین سپنتا کارگردان فیلم دختر لر، نخستین فیلم ناطق تاریخ سینمای ایران بود. وی تحصیلات خود را در دورهٔ کارشناسی زبان و ادبیات فارسی و در دوره‌های کارشناسی ارشد و دکترا در رشته زبانشناسی در دانشگاه تهران به انجام رسانید. او در سال ۱۳۴۸ از پایان‌نامه کارشناسی ارشد خود تحت عنوان «کاربرد دستگاه‌های الکترونیک در بررسی فیزیکی (آکوستیکی) آواهای زبان و اندازه‌گیری فرکانس صدای خوانندگان نیم قرن اخیر در ایران» به راهنمایی هرمز میلانیان دفاع کرد و در سال ۱۳۵۱ با دفاع از پایان‌نامه خود تحت عنوان «بررسی فونتیکی خصوصیات واج‌های زبان فارسی» به راهنمایی ماهیار نوابی از دوره دکتری فارغ‌التحصیل شد.
او در مدرسه عالی ترجمه، دانشگاه تهران و دانشگاه دورهم (انگلستان) تدریس کرد و سپس تدریس را با مرتبه استادی در دانشگاه اصفهان ادامه داد. علاوه بر زبانشناسی وی در رشته الکترونیک و موسیقی نیز تحصیل کرده و صاحب تألیفاتی نیز هست.
وی در تاریخ ۳ آبان ۱۳۹۳ در سن ۸۰ سالگی در خانه‌اش در اصفهان درگذشت. وی در قطعه هنرمندان باغ رضوان اصفهان به خاک سپرده شده‌است.

## فعالیت‌ها در حوزه موسیقی
وی نواختن ویلن را نزد آرمیک گورگین (تحصیل کرده موسیقی در روسیه) آغاز کرد و سپس نزد علینقی وزیری، روح‌الله خالقی، ابوالحسن صبا و محمود تاج بخش ادامه داد.
سپنتا در سال ۱۳۳۸ آثار صوتی نفیس استادان موسیقی عصر ناصرالدین شاه را که بر استوانه‌های مومی دستگاه فنوگراف (حافظ‌الاصوات) ضبط شده بود و مدتی بیش از شصت سال به علت عدم راه کارهای فنی متروک و بلااستفاده مانده بود کشف و با ساختن و ابداع ادوات دست ساز و تمهیدات فنی بازیابی صوتی نمود و تحلیل و توصیف سبک و ویژگیهای هنری آثار بازیابی شده را در برنامه‌های رادیو تلویزیونی، تلویزیون ملی ایران (سالهای پیرامون ۱۳۵۰) عرضه کرد. تاکنون در حدود یکصد و بیست مقاله تخصصی در رشته‌های ادبیات، زبانشناسی و موسیقی در نشریات علمی-پژوهشی از او به چاپ رسیده‌است. از جمله کتابهای چاپ شده از وی می‌توان به تاریخ تحول ضبط موسیقی در ایران، چشم‌انداز موسیقی ایران و آواشناسی فیزیکی زبان فارسی و همچنین تصحیح و تکمیل جلد سوم کتاب ارزشمند سرگذشت موسیقی ایران اشاره کرد.

## نشان‌ها و افتخارات[۱]
- دريافت تقدير از سازمان ملي يونسكو به مناسبت پژوهش در كتاب”مخارج الحروف“ ابن سينا و تطبيق آن با موازين زبانشناسي جديد
- دريافت لوح تقدير از وزارت فرهنگ و ارشاد اسلامي در بهمن ماه سال ١٣٧٧ در جشنواره علمي بيست سال موسيقی ايران در حوزه پژوهش هاي علمي درباره موسيقی ايران
- دريافت تقدير به عنوان هنرمند برگزيده از طرف وزير علوم و تحقيقات و فن آوری
- دريافت تقدير از دبير كل يونسكو در ايران به مناسبت پژوهش در رساله علمي خيام و تطبيق آن به موازين علمی جديد، ١٣٧٩

## آثار و تحقیقات
آثار و تحقیقات ساسان سپنتا از سوی دانشگاه درهام، سازمان جهانی یونسکو، دانشگاه اصفهان، کنسرواتوار شیان، انجمن خاورشناسان شوروی سابق (تاجیک) و موسسه بین‌المللی لینگافن (لندن) همواره مورد تقدیر رسمی قرار گرفته‌است.
گزیده مقالات او عبارت‌اند از:
- سیر و تحول موسیقی ایران، ماهنامه موزیک ایران (۱۴ مقاله) خرداد تا مهر ۱۳۳۷
- آواز ایران ماهنامه موزیک ایران (۱۳مقاله) از بهمن ۱۳۳۷ تا ۱۳۴۰
- مکتب‌های جدید موسیقی معاصر ایران، ماهنامه موزیک ایران، فروررین و اردیبهشت ۱۳۴۲
- بررسی فیزیکی واج‌های زبان فارسی، مقالات سومین کنگره تحقیقات ایرانی، شهریور ۱۳۵۱
- ابن سینا و ابتکارات زبان‌شناسی، ماهنامه آینده، فروردین و خرداد ۱۳۵۸
- تجزیه و بازسازی گفتار، (تعیین فرمان‌های واج‌های زبان فارسی) مجله زبان‌شناسی، ۱۳۶۶
- تأثیر انگیزی آهنگ حماسی شاه نامه فردوسی، مجله پژوهشی دانشگاه اصفهان ۱۳۶۶
- توجیه مواردی از تطور نظم و نثردر سبک‌شناسی زبان فارسی از دیدگاه زبان‌شناسی، مقالات دومین کنفرانس زبان‌شناسی، دانشگاه علامه طباطبایی ۱۳۷۳
- بررسی آزمایشگاهی چند گویش مرکزی ایران، فصل نامه فرهنگستان زبان و ادب فارسی، تابستان ۱۳۷۵
- تصحیح و تکمیل جلد سوم کتاب سرگذشت موسیقی ایران، اسفند ۱۳۷۶
- بررسی‌های جدید آزمایشگاهی در مورد گام موسیقی ایران، کتاب ماهور، پائیز ۱۳۷۷
- بررسی تحلیلی و تطبیقی رساله موسیقی خیام، فصنامه ماهور، زمستان ۱۳۸۰
- خیام و موسیقی، فصل نامه فرهنگ، پائیز و زمستان ۱۳۸۰
- تأثیر عناصر نوائی در ادراک گفتار، مقالات پنجمین کنفرانس زبانشناسی، ۱۳۸۲
- پژوهشی در مباحث زبان‌شناسی خواجه نصیرالدین طوسی و مقایسه آن با زبان‌شناسی جدید، فصل نامه فرهنگ زمستان و بهار ۱۳۶۹
- نامه‌ای از روح‌الله خالقی به ساسان سپنتا ماهنامه هنر و موسیقی، اردیبهشت ۱۳۸۳
- تنها صداست که می‌ماند فصل نامه ماهور، پائیز ۱۳۸۴
- مقدمه آرمنی موسیقی ایران یا موسیقی ربع پرده، از علینقی وزیری به کوشش محمود سیدهندی انتشارات ماهور